# Nauru i olympiska sommarspelen 2016
Nauru deltog med två deltagare vid de olympiska sommarspelen 2016 i Rio de Janeiro. Ingen av landets deltagare erövrade någon medalj.

## Judo
| Idrottare  | Gren                       | Omgång 1             | Omgång 2              | Kvartsfinaler                | Semifinaler          | Återkval             | Final / BM           | Final / BM       |                  |
| Idrottare  | Gren                       | Motståndare Resultat | Motståndare Resultat  | Motståndare Resultat         | Motståndare Resultat | Motståndare Resultat | Motståndare Resultat | Placering        |                  |
| ---------- | -------------------------- | -------------------- | --------------------- | ---------------------------- | -------------------- | -------------------- | -------------------- | ---------------- | ---------------- |
| Ovini Uera | Herrarnas mellanvikt −90kg | Bye                  | James (BIZ) W 100–000 | Liparteliani (GEO) L 000–100 | Gick inte vidare     | Gick inte vidare     | Gick inte vidare     | Gick inte vidare | Gick inte vidare |